# Annisteen Allen
Ernestine (Annisteen) Letitia Allen (Champaign (Illinois), 11 november 1920 - New York, 10 augustus 1992) was een Amerikaanse blues- en rhythm and blues-zangeres die actief was in de jaren veertig en vijftig.
Ze maakte haar eerste opnames in 1945, waaronder "Miss Annie's Blues" en "Love for Sale". Eind jaren veertig zong ze met Big John Greer en Wynonie Harris. Ook werkte ze samen met Lucky Millinder en zijn orkest. Millinder gaf haar overigens de bijnaam Annisteen, naar zijn geboorteplaats Anniston. Ze had verschillende hits, zoals "Let it Roll" en "More, More, More", opgenomen voor de platenlabels Decca Records en RCA Victor. Ook nam ze op voor King Records en Capitol Records. Ze toerde met trompettist Joe Morris en zijn Blues Cavalcade en met de Orioles. In 1955 had ze een hit met "Fujiyama Mama", eerder gecoverd door Eileen Barton en later een cover van Wanda Jackson. Eind jaren vijftig maakte ze verschillende singles voor kleine platenmaatschappijen en nam ze een lp met de band van King Curtis op. In 1961 trok ze zich uit de muziekbusiness terug.

## Discografie (selectie)
- Let it Roll, Tru-Sound, 1961
- Annisteen Allen 1945-1953, Classics